# Mare’s Nest
Mare’s Nest ist ein Fantasyfilm von Ben Rivers. In dem essayistisch-poetischen und ausschließlich mit Kinderdarstellern besetzten Film, dessen Inspiration unter anderem Don DeLillos dystopisches Theaterstück The Word for Snow ist, geht es um ein kleines Mädchen, das inmitten von Ruinen lebt. Moon Guo Barker, die in dem futuristischen Film in dieser Rolle debütiert, unternimmt in dem Roadmovie eine Reise durch eine mysteriöse, unerklärliche Welt ohne Erwachsene. Die Koproduktion von Großbritannien und Frankreich feierte im August 2025 beim Locarno Film Festival ihre Premiere.

## Handlung
Die kleine Moon lebt in einer rätselhaften Welt ohne Erwachsene. Sie begibt sich auf eine Reise und begegnet dabei anderen Kindern, die wie Propheten sprechen. Moon tauscht sich in Haikus oder Aperçus mit ihnen über die menschliche Natur in dieser postapokalyptischen Welt aus. In Begegnungen mit anderen Kindern werden Moon neue Lebensweisen eröffnet, oder sie zeigen ihr Filme oder machen ihr Geschenke. Auch trifft das Mädchen auf drei Schwestern.

## Produktion

### Vorlage, Regie und Drehbuch

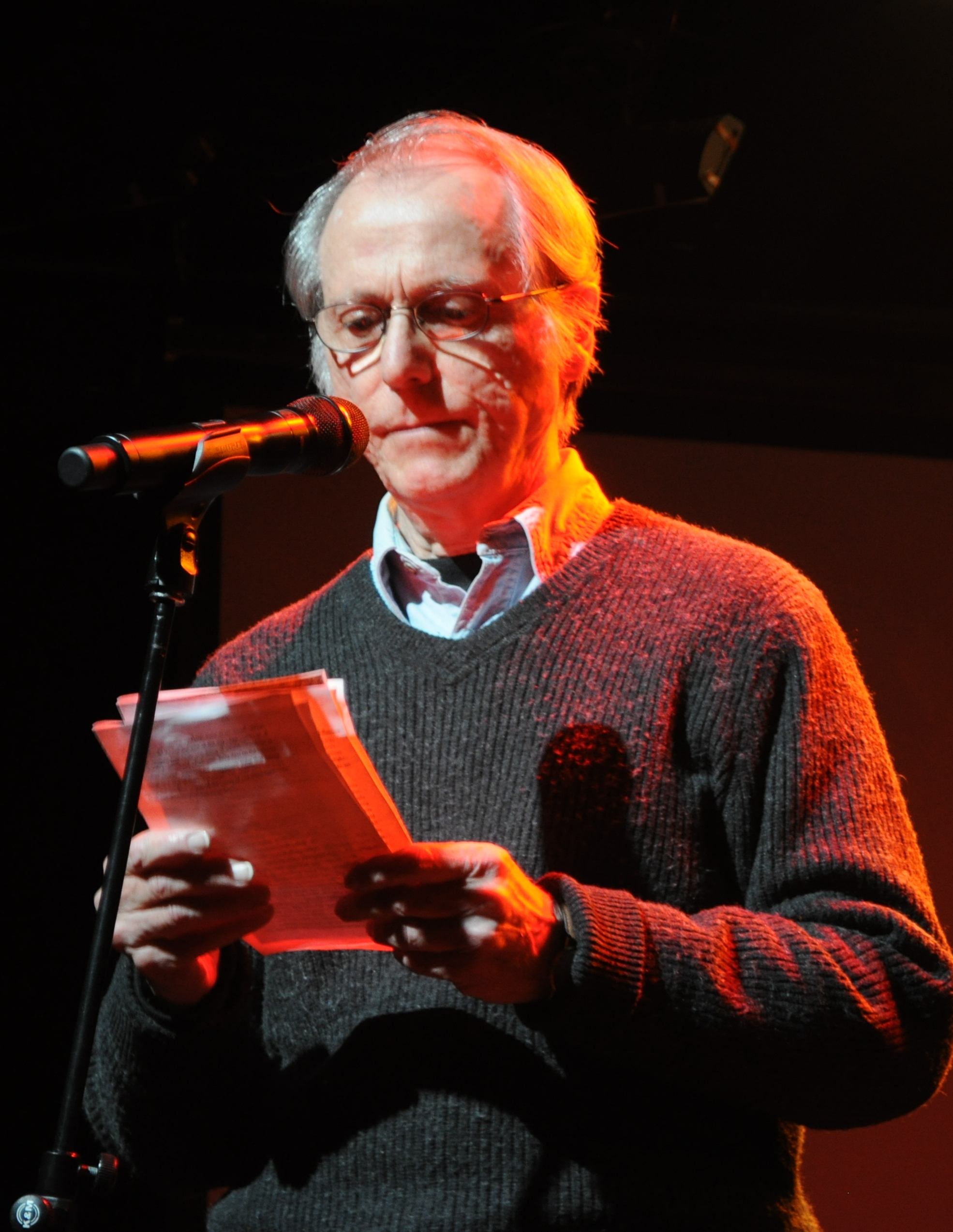
Don DeLillo, der Autor von The Word for Snow

Der Film basiert zu einem Teil auf dem dystopischen Einakter The Word for Snow von Don DeLillo. Der Schriftsteller gilt als einer der bedeutendsten US-amerikanischen Autoren seiner Zeit und als wichtiger Vertreter des postmodernen Romans. Sein Buch Cosmopolis wurde 2012 von David Cronenberg und sein Buch Weißes Rauschen 2022 von Noah Baumbach verfilmt.
Regie führte Ben Rivers, der auch DeLillos Stück für den Film adaptierte. Zu den bekannteren früheren Arbeiten des britischen Experimentalfilmers gehört der Dokumentarfilm Bogancloch, der den Abschluss einer Trilogie bildet, in deren Mittelpunkt ein schottischer Musiker steht, der in einer abgelegenen Ecke von Aberdeenshire sein Lager aufgeschlagen hat. Gemeinsam mit Carmen Pellon fungierte Rivers bei Mare’s Nest auch als Kameramann und übernahm zusammen mit Armiliah Aripin auch dessen Schnitt. Er begann mit dem Schreiben des Drehbuchs während der Coronavirus-Pandemie. Er habe in dieser Zeit ständig an Kinder denken müssen, die in ihren Häusern eingesperrt sind und nicht frei spielen und wild sein können. Seine eigene Kindheit sei hingegen unglaublich frei und wild gewesen: „Wir lebten in einem Dorf in Somerset, hatten nicht viel Geld, aber ich hatte eine tolle Zeit und spielte auf verlassenen Gebäuden auf der Farm meines Freundes. Meine Mutter sah mich den ganzen Tag nicht, aber uns ging es allen gut.“ Rivers dachte auch über den Klimawandel nach und über die durch COVID ermöglichte Kontrolle durch die Behörden in einem nie gekannten Ausmaß. Also begann er, sich eine Welt der völligen Freiheit vorzustellen, ohne Erwachsene, einen Ort einer positiven Art von Anarchie. Gleichzeitig stieß er auf DeLillos Theaterstück The Word for Snow, das die Ängste und Sorgen vieler Menschen anspricht. Daher wollte er es in den Film einbauen und ließ seine Protagonistin durch diese Welt streifen, Fragen stellen und andere Kinder treffen.
„Mare’s Nest“, der Titel seines Films, habe von Anfang an festgestanden. Der Regisseur mochte das Mysteriöse daran. Marès ist die lokale Bezeichnung eines besonderen Kalksteins, eines sogenannten Kalkarenits, der auf Menorca, wo der Film gedreht wurde, und auf den gesamten Balearen vorkommt. Er ist dort das traditionell architekturprägende Baugestein. Rivers integrierte in Mare’s Nest auch Aufnahmen aus seinem Kurzfilm The Minotaur von 2022, die in einem dieser Steinbrüche entstanden. In dieser Szene wird in einem Steinbruch ein Minotaurus von einer Gruppe Kinder gequält.
Rivers teilte den Film in acht Kapitel ein, eines für jede Begegnung des Mädchens. Eines der letzten Kapitel von Mare’s Nest ist nach seinem 2007 erschienenen Kurzfilm mit „Ah, Liberty!“ überschrieben, in dem Kinder im Schnee inmitten eines Müllhaufens spielen.

### Besetzung, Dreharbeiten und Musik
Moon Guo Barker, die das Mädchen verkörpert, kannte Rivers bereits zuvor. Sie gibt in Mare’s Nest ihr Schauspieldebüt. Von ihr ließ Rivers in seinem Film auch die Zwischentitel auf eine Kreidetafel schreiben. Der Film beginnt mit einem langen Eröffnungsmonolog aus dem Stück, den Moon vorträgt. Insgesamt arbeitete der Regisseur während der Dreharbeiten mit ungefähr 25 Kindern, die meisten im Alter zwischen sechs und zwölf Jahren.
Die Dreharbeiten begannen, als Moon neun Jahre alt war und wurden beendet als sie gerade Zwölf geworden war. Die Aufnahmen in diesen drei Jahren entstanden überwiegend während der Schulferien. Die Dreharbeiten fanden auf Menorca statt. Die Szenen, in denen Moon auf  die Kinder trifft, die in Höhlen leben, wurden in einem Steinbruch auf der spanischen Insel gedreht, an dem die Arbeiten 30 Jahren zuvor eingestellt worden waren. Weitere Aufnahmen entstanden in Wales. Pellon und Rivers drehten Mare’s Nest in Farbe und in Schwarzweiß auf 16-mm-Film. Rivers drehte bereits alle seine bisherigen Filme auf Zelluloid und entwickelte diese von Hand.
Gene, einer der Kinderdarsteller, hat eigens für Mare’s Nest ein Lied geschrieben, das er gegen Ende des Films singt.

### Marketing und Veröffentlichung
Die Premiere des Films fand am 9. August 2025 beim Locarno Film Festival statt. Der erste Trailer wurde am Tag zuvor vorgestellt. Im September 2025 soll Mare’s Nest beim Toronto International Film Festival gezeigt werden und hier die Sektion Wavelength eröffnen. Ende September, Anfang Oktober 2025 wird der Film beim New York Film Festival als Centerpiece gezeigt. Das in Peking ansässige Unternehmen Rediance übernimmt den Weltvertrieb.

## Rezeption

### Kritiken
Peter Bradshaw schreibt in seiner Kritik im Guardian, der Film wirke wie ein in Zeitlupe gedrehter Herr der Fliegen im Stil von Uberto Pasolinis antiken griechischen Dramen, und seine unheimliche Qualität beschleiche einen. Das gelte sogar oder gerade für die Dialoge aus den Mündern der Kinder, die, obwohl gelegentlich gestelzt, ihren ganz eigenen, überirdischen, schlafwandlerischen Klang hätten, als würde eine außerirdische Intelligenz ihre Ansichten durch diese Unschuldigen zum Ausdruck bringen.

### Auszeichnungen
Locarno Film Festival 2025
- Nominierung im Internationalen Wettbewerb für den Goldenen Leoparden
- Auszeichnung mit dem Pardo Verde[11][12]

## Vorlage
- Don DeLillo: The Word for Snow. 2007.